# مکتب تنظیم
مکتب تنظیم (فرانسوی: l'école de la régulation‎) گروهی از نویسندگان در اقتصاد سیاسی و اقتصاد هستند که منشأ آن را می‌توان در اوایل دهه ۱۹۷۰ در فرانسه ردیابی کرد، جایی که بی‌ثباتی اقتصادی و رکود اقتصادی در اقتصاد فرانسه گسترده بود. اصطلاح تصمیم‌گیری توسط Destanne de Bernis فرانسوی، که هدفش استفاده از این رویکرد به عنوان یک نظریه سامانه‌ها بود برای به روز کردن تحلیل اقتصادی مارکسی بود، ابداع شد. این نویسندگان تحت تأثیر مارکسیسم ساختاری، مکتب آنال، نهادگرایی، رویکرد جوهرگرایی کارل پولانی و نظریه چارلز بتلهایم و دیگران هستند و بدنبال ارائه ظهور اشکال جدید اقتصادی (و از این رو اجتماعی) از لحاظ تنش‌های درون ترتیبات موجود بودند. از آنجا که آنها به چگونگی سیستمهای انباشت سرمایه خاص از لحاظ تاریخی «تنظیم» یا تثبیت می‌شوند علاقه دارند، رویکرد آنها «رویکرد تنظیم» یا «نظریه تنظیم» نامیده می‌شود.